# NGC 3111
NGC 3111 est une galaxie lenticulaire située dans la constellation de la Grande Ourse au sud du rémanent de supernova SN 2012al. NGC 3111 a été découverte par l'astronome britannique John Herschel en 1828.

## Caractéristiques
Sa vitesse par rapport au fond diffus cosmologique est de 7 644 ± 15 km/s, ce qui correspond à une distance de Hubble de 112,8 ± 7,9 Mpc (∼368 millions d'al).
NGC 3111 est une galaxie du champ, c'est-à-dire qu'elle n'appartient pas à un amas ou un groupe et qu'elle est donc gravitationnellement isolée.
Selon la base de données Simbad, NGC 3111 est une radiogalaxie.
À ce jour, une mesure non basée sur le décalage vers le rouge (redshift) donne une distance d'environ 83,100 Mpc (∼271 millions d'al). Cette valeur est à l'extérieur des valeurs de la distance de Hubble. Notons que c'est avec la valeur moyenne des mesures indépendantes, lorsqu'elles existent, que la base de données NASA/IPAC calcule le diamètre d'une galaxie et qu'en conséquence le diamètre de NGC 3111 pourrait être d'environ 45,5 kpc (∼148 000 al) si on utilisait la distance de Hubble pour le calculer.